# دوري الدرجة الأولى الروماني 1982–83
دوري الدرجة الأولى الروماني 1982–83 (بالرومانية: Divizia A 1982-1983)‏ هو الموسم 65 من  دوري الدرجة الأولى الروماني. أقيم خلال الفترة 7 أغسطس 1982 وحتى 2 يوليو 1983، وأشرف على تنظيمه اتحاد رومانيا لكرة القدم، وكان عدد الأندية المشاركة فيه  18، وفاز فيه دينامو بوخارست بعد أن لعب 34 مباراة وفاز بـ 17 منها.

## نتائج الموسم
| المركز | فريق           | لعب | ف  | ت  | خ | له | عليه | ف.أ | نقاط | ملاحظة |
| ------ | -------------- | --- | -- | -- | - | -- | ---- | --- | ---- | ------ |
| 1      | دينامو بوخارست | 34  | 17 | 15 | 2 | 62 | 25   | +37 |      |        |